# Dabjani
Dabjani (macedónul: Дабјани) település Észak-Macedóniában, a Pelagonijai körzet Dolneni járásában.

## Népesség
| Lakosok száma | 11   | 6    |      |
|               | 1948 | 1953 | 1961 |

2002-ben lakatlan település.